# ميشيل كارتر
ميشيل كارتر (بالإنجليزية: Michelle Carter)‏ (و. 1985  م) هي منافسة ألعاب القوى أمريكية، ولدت في سان خوسيه، كاليفورنيا، شاركت في الألعاب الأولمبية الصيفية 2012، والألعاب الأولمبية الصيفية 2008، وألعاب القوى في الألعاب الأولمبية الصيفية 2016.

## التعليم
تعلمت في جامعة تكساس.

## روابط خارجية
- ميشيل كارتر على موقع الاتحاد الدولي لألعاب القوى (الإنجليزية)
- ميشيل كارتر على موقع الاتحاد الأمريكي لسباقات المضمار والميدان (الإنجليزية)
- ميشيل كارتر على موقع الاتحاد الأمريكي لسباقات المضمار والميدان (الإنجليزية)
- ميشيل كارتر على موقع الدوري الماسي (الإنجليزية)
- ميشيل كارتر على موقع اللجنة الأولمبية الدولية (الإنجليزية)
- ميشيل كارتر على موقع أوليمبيديا (الإنجليزية)
- ميشيل كارتر على موقع اللجنة الأولمبية والبارالمبية الأمريكية (الإنجليزية)